# (74439) Brenden
(74439) Brenden est un astéroïde de la ceinture principale.

## Description
(74439) Brenden est un astéroïde de la ceinture principale. Il fut découvert le 6 février 1999 à Bâton-Rouge par Walter R. Cooney, Jr.. Il présente une orbite caractérisée par un demi-grand axe de 3,20 UA, une excentricité de 0,18 et une inclinaison de 5,6° par rapport à l'écliptique.

## Compléments